# Athyrium satowii
Athyrium satowii là một loài dương xỉ trong họ Athyriaceae. Loài này được H.Ito mô tả khoa học đầu tiên năm 1952.
Danh pháp khoa học của loài này chưa được làm sáng tỏ. 